# Ніжинський трамвай
Ніжинський трамвай — система міського вузькоколійного залізничного транспорту, що функціонувала в Ніжині у 1915—1927 рр. Офіційні назви «Ніжинська військово-польова кінна залізниця», «Ніжинська міська залізниця». Через використання переважно кінної тяги називалася містянами «конкою».

## Будівництво лінії
Монтажні й будівельні роботи були виконані групою військовослужбовців 1-го запасного залізничного батальйону на чолі з прапорщиком Міончинським. Поспіхом, протягом кількох тижнів вересня 1915 р., містом прокладалася військово-польова кінна залізниця. Її початковим головним призначенням було перевезення поранених від залізничного вокзалу до розкиданих містом 4-х відділів шпиталю.

## Маршрути
Маршрути руху ніжинського трамваю неодноразово змінювалися в залежності від еволюції її призначення.
1915—1918 рр. — головний маршрут проходив від залізничного вокзалу до відділу № 1 шпиталю за маршрутом: вул. Київська — вул. Набережна — Ліцейський міст — вул. Чернігівська — вул. Редькінська — вул. Московська. У 1918 р. із завершенням І Світової війни колія була демонтована. Міською владою був розроблений проект будівництва електричного трамваю, який в умовах революції так і не був реалізований.
1922—1927 рр. — головний маршрут проходив від залізничного вокзалу до міського базару за маршрутом: вул. Київська — вул. Набережна до мосту на вул. Московській. Ініціатором відновлення ніжинського трамваю був міський воєнний комісар Макаренко, який для отримання коштів на утримання розквартированих у місті військових частин, організував вантажні й пасажирські перевезення. Увесь маршрут був поділений на дві ділянки. За проїзд кожної пасажир мав у 1924 р. сплатити по 10 коп. Цього ж року кількість зупинок була збільшена із 5 до 9.
Окрім вказаних головних маршрутів прокладалися допоміжні (так звані «тупики»). Лише до артилерійського складу, що розташовувався поруч із залізничним вокзалом, було прокладено щонайменше 3 гілки колії. Загальна довжина колії станом на 1918 р. становила понад 7 верст, з яких 5 припадало на головний маршрут.

## Рухомий склад
Ніжинський трамвай у 1915 р. мав 30 критих вагонеток для перевезення поранених. До 1922 р. в депо залишилося лише 8 вантажних та 2 пасажирські вагонетки. Кожен нормальний потяг складався із 2 з'єднаних між собою вагонеток, які урухомлювалися парою коней. У липні 1924 р. була зроблена спроба моторизації ніжинського трамваю. Один з вантажних потягів був обладнаний зношеним двигуном внутрішнього згорання «Renault», який вийшов з ладу в листопаді того ж року й залишився не відремонтованим.

## Закриття
Ніжинський трамвай мав низьку ефективність й створював низку труднощів для розвитку транспортної інфраструктури міста:
1. обладнання трамваю вже на момент будівництва мало значну ступінь зношеності;
2. колія не була заглиблена на рівень дорожнього полотна й затримувала рух стічних вод;
3. через снігові замети рух трамваю на зимовий період припинявся;
4. прокладена головним вулицями міста колія псувала благоустрій та зовнішній вигляд міста;
5. незручний спосіб урухомлення потягів кіньми (обабіч, а не попереду вагонів) заважав нормальному руху гужового транспорту.

Остаточно доля ніжинського трамваю вирішилася у 1925 р., коли в місті були організовано автобусні пасажирські перевезення. Конка протягом наступних двох років використовувалася лише для вантажних перевезень. Через відсутність з'єднання із пакгаузами залізничної станції, вона не витримала конкуренції з боку візників й була остаточно демонтована.